# Wang Bing
Wang Bing (xinès: 王兵, pinyin: Wáng Bìng; nascut el 1967) és un director de cinema xinès, sovint considerat com una de les més importants figures del cinema documental. És el fundador de la seva pròpia productora, Estudis Wang Bing. Les seves pel·lícules han estat estrenades al Festival Internacional de Cinema de Rotterdam (Crude Oil), al Festival de Venècia (The Ditch, 'Til Madness Do Us Part), al Festival de Cannes (Dead Souls, Man In Black), al Festival de Berlin (Ta'ang) o al Festival de Locarno (Mrs. Fang, premiada amb el Lleopard d'Or).

## Biografia
Estudia fotografia a la Facultat de Belles Arts de Luxun i direcció de fotografia a l'Escola de Cinema de Beijing, i el 1999 comença el seu primer llarg metratge, el documental Tie Xi Qu (A l'oest dels rails), sens dubte un dels films més influents del segle. El 2002 en presenta una primera versió de cinc hores a la Berlinale, però la versió definitiva, de nou hores i dividida en tres parts (Òxid, Vestigis, Rails) obté el Gran Premi al Festival de Marsella, al de Ciutat de Mèxic i al de Yamagata i esdevé un film de referència pel seu caràcter èpic, ja que registra la decadència d'una zona industrial amb un sentit fascinant de la imatge poètica i del desplaçament temporal. Aquesta film és qualificat de millor pel·lícula de l'any en nombrosos rankings de la crítica i és el punt inicial de la seva obra.
La filmografia de Bing es divideix en dues grans temàtiques. La primera, un retrat social de la Xina contemporània, on filma situacions socials desfavorables com la vida al camp (Three Sisters), les condicions de vida en un centre psiquiàtric ('Til Madness Do Us Part), el desplaçament de víctimes de guerra (Ta'ang) o les condicions laborals de la classe treballadora (Father and Sons, Youth). La segona, el relat de víctimes de la dictadura xinesa en l'època de Mao Zedong, com els represaliats polítics i els seus familiars (Fengming, a Chinese Memoir), els supervivents dels camps de presoners (Dead Souls), els exiliats (Beauty Lives in Freedom, Gao Ertai; Man in Black) o la representació de camps de presoners (The Ditch, Traces).
El seu estil cinematogràfic es caracteritza per la relació amb el temps, filmant plans seqüència de llarga duració, o realitzant entrevistes de llarga duració en un sol pla. Tot i que també ha produït alguns curtmetratges, la seva obra destaca per la creació títols de extensos, que a vegades es divideixen en vàries parts, arribant en tres ocasions a pel·lícules de nou hores (Tie Xi Qu: West of the Tracks; Dead Souls; Youth). La seva filmografia es fonamenta en pel·lícules documentals però s'estén més enllà del cinema, com amb la videoinstal·lació Crude Oil (Un diari cru del petroli), de catorze hores de duració, o la obra 15 hours, de quinze hores de duració, produïda per a l'exposició d'art contemporani documenta de Kassel a Alemanya.

## Filmografia
| Any  | Títol (anglès, distribució internacional) | Títol (català literal)                 | Títol (xinès)   | Duració |
| ---- | ----------------------------------------- | -------------------------------------- | --------------- | ------- |
| 2003 | Tie Xi Qu: West of the Tracks             | Districte de Tie Xi                    | 铁西区          | 551'    |
| 2007 | Fengming, a Chinese Memoir                | Ella, Fengming                         | 和凤鸣          | 184'    |
| 2007 | Brutality Factory                         | Fàbrica violenta                       | 暴力工厂        | 14'     |
| 2008 | Crude Oil                                 | Un diari cru del petroli               | 采油日记 / 原油 | 840'    |
| 2008 | Coal Money                                | Carbó, diners                          | 煤炭，钱        | 53'     |
| 2009 | Man With No Name                          | Anònim                                 | 无名者          | 92'     |
| 2010 | The Ditch                                 | La fossa on agafar-se                  | 夹边沟          | 109'    |
| 2012 | Three Sisters                             | Tres germanes                          | 三姊妹          | 153'    |
| 2013 | 'Til Madnes Do Us Part                    | Fins que la bogeria ens separi         | 瘋愛            | 228'    |
| 2014 | Father and Sons                           | Pare i Fills                           | 父与子          | 97'     |
| 2014 | Traces                                    | Traces                                 | 遗址            | 30'     |
| 2016 | Ta'ang                                    | Ta'ang                                 | 德昂            | 148'    |
| 2016 | Bitter money                              | Diners amargs                          | 苦錢            | 152'    |
| 2017 | Mrs. Fang                                 | Mrs. Fang                              | 方绣英          | 86'     |
| 2017 | 15 Hours                                  | 15 Hores                               | 15小时          | 900'    |
| 2018 | Dead souls                                | Ànimes mortes                          | 死灵魂          | 495'    |
| 2018 | Beauty Lives in Freedom, Gao Ertai        | La bellesa viu en llibertat, Gao Ertai |                 | 330'    |
| 2023 | Youth (Spring)                            | Joventut (Primavera)                   | 青春：春        | 212'    |
| 2023 | Man in Black                              | Home de negre                          | 黑衣人          | 60'     |
| 2024 | Youth (Hard Times)                        | Joventut (Temps durs)                  | 青春：苦        | 227'    |
| 2024 | Youth (Homecoming)                        | Joventut (Tornada a casa)              | 青春：歸        | 152'    |